# Lacanobia elanora
Lacanobia elanora là một loài bướm đêm trong họ Noctuidae.